# 钟楼街道 (淄博市)
钟楼街道，是中华人民共和国山東省淄博市淄川区下辖的一个乡镇级行政单位。

## 行政区划
钟楼街道下辖以下地区：
钟楼社区、黄家铺社区、招村社区、店子社区、辛庄社区、夏庄社区、贾村社区、东谭社区、西谭社区、望娘社区、井家河社区、高家社区、后孟社区、前孟社区、周家河社区、灵沼社区、上武社区、下武社区、苗家窝社区、白庙社区、山张社区、东山社区、西山社区、南苏社区、北苏社区、双泉社区、大邢社区、郝家社区、长远社区和王家社区。